# Cardamine incisa
Cardamine incisa är en korsblommig växtart som först beskrevs av Edwin Hubert Eames, och fick sitt nu gällande namn av Karl Moritz Schumann. Cardamine incisa ingår i släktet bräsmor, och familjen korsblommiga växter. Inga underarter finns listade i Catalogue of Life.